# Кампионе-д’Италия
Кампио́не-д’Ита́лия (итал. Campione d'Italia, ломб. Campiùn / Campion) — город, а также коммуна (муниципальное образование) в Италии.

## Расположение
Кампионе-д’Италия административно входит в провинцию Комо региона Ломбардия, однако территориально находится за пределами Италии. От основной территории страны его отделяют земли швейцарского кантона Тичино. Таким образом, Кампионе-д’Италия является итальянским анклавом на территории Швейцарии, одновременно являясь эксклавом по отношению к Италии. При этом по прямой расстояние от территории эксклава до территории Италии — менее километра, однако в связи со сложным рельефом местности расстояние по дороге до ближайшего итальянского города составляет более 14 километров, а до города Комо, столицы провинции Комо, — более 28 километров.
Озеро Лугано находится на территории и Швейцарии, и Италии, но ещё одна часть его внутришвейцарских границ принадлежит Кампионе-д’Италия.
Покровителем коммуны почитается святитель Зенон Веронский, празднование 12 апреля.

## История
Первое поселение на территории Кампионе-д’Италия возникло в первом веке до нашей эры, когда римляне основали гарнизонный город Кампилонум для защиты своей территории от Гельветов. В 777 году владевший Кампионе, тогда рыбацкой деревушкой, лангобардский феодал Тотон подарил своё владение миланской базилике святого Амвросия.
Статус анклава закрепился за Кампионе с того момента, когда население Тичино в 1798 году приняло решение войти в состав Швейцарской конфедерации. Население Кампионе при этом предпочло, чтобы их город остался частью Ломбардии, которая, в свою очередь, вошла в состав Италии в 1859 году. Приставка д’Италия была добавлена к названию города решением Бенито Муссолини.

## Особенности статуса
Несмотря на принадлежность города итальянскому государству, в нём имеют хождение швейцарские франки, в которых получают зарплату и другие выплаты, в том числе социальные пособия, жители города. Однако евро, официальная валюта Италии, тоже могут быть приняты к оплате в Кампионе-д’Италия.

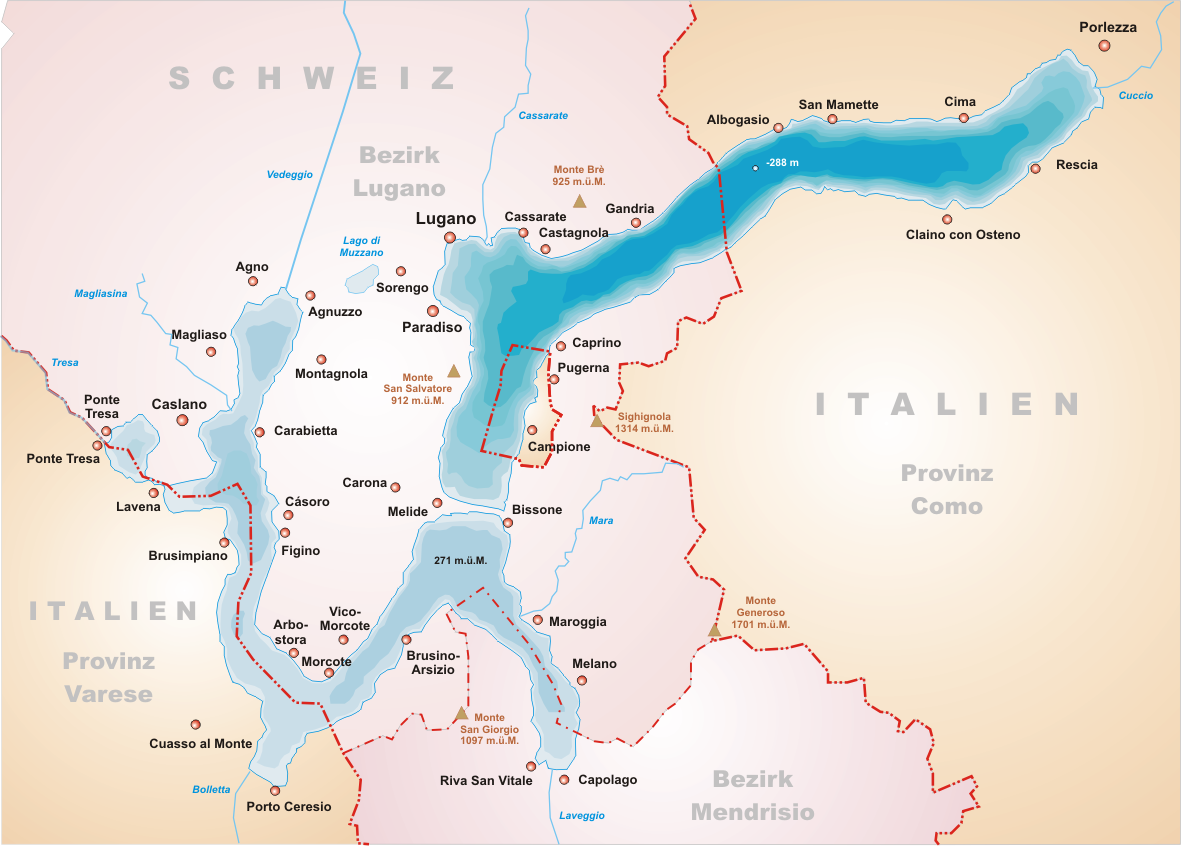
Карта озера Лугано, на которой выделена территория Кампионе-д’Италия (в центре карты).

Жители города для своих автомобилей могут получать как итальянские, так и швейцарские автомобильные номера. В городе работают итальянские полицейские. У жителей есть возможность получить как итальянский, так и швейцарский полис обязательного медицинского страхования.
На территории города товары и услуги не облагаются НДС.
Иммиграционное право общее для всей Италии.

## Казино

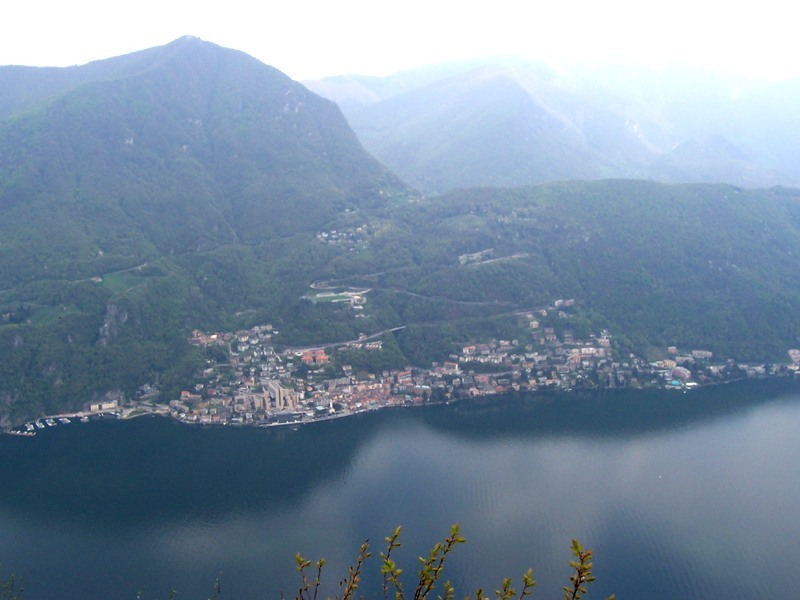
Вид Кампионе-д’Италия с противоположного берега озера Лугано

Одной из главных достопримечательностей и источников дохода Кампионе-д’Италия является казино, начавшее работу в 1917 году. Инициатива открытия казино приписывается секретным службам, которым было необходимо спокойное место для вербовки иностранных дипломатов. Официальную лицензию казино получило в 1933 году. В казино занято 15-20 % населения Кампионе-д’Италия.

## Известные люди, связанные с Кампионе-д’Италия
- Бонино да Кампионе — итальянский архитектор и скульптор, выдающийся мастер готического стиля.
- Михаил Костин — российский писатель-фантаст, проживает в Кампионе-д’Италия.